# رسول بير زادة
رسول بير زادة (بالفارسية: رسول پیرزاده) هو لاعب كرة قدم إيراني في مركز الوسط، ولد في 2 نوفمبر 1982 في تبريز في إيران. لعب مع نادي ألومينيوم هرمزغان ونادي باس همدان ونادي شهرداري تبريز ونادي غسترش فولاد.